# Јасмина Шајновић
Јасмина Јасна Шајновић (Нови Сад, 16. јун 1949 — Београд, 14. август 2024) била је српски колоратурни сопран, првакиња Опере Народног позоришта у Београду.

## Биографија
Рођена је у Новом Саду. Нижу, средњу музичку школу и Музичку академију завршила је у Сарајеву, у класи проф. Бланке Данон. Као ученик, била је солиста: Радио хора у Сарајеву, Академског хора "Слободан Принцип Сељо", с којим је у Ланголену (Велика Британија), на такмичењу хорова, у полупрофесионалној категорији освајала треће место са шеснаест година (репертоар-велика арија Грофице из Моцартове "Фигарове женидбе" и песма националног композитора из средине из које долази такмичар, "Низ башчу", Милана Пребанде).
Са двадесет две уписује магистериј у Љубљани код Антуна Дермоте, а магистрира у класи Ондине Оте Класинц. За магистарску представу, Лучија од Ламермура, добија "Прешернову награду", као и највеће Национално признање дато за најбољу креацију студента друге године.
Други магистериј завршила је у Београду, у класи професорке Радмиле Бакочевић. Усавршавала се у Бечу, у класи Сене Јуринац и Марије Зауер.По завршетку мастер-класа у Бечу, у Концертхалу, певала је обе арије Краљице ноћи. Гостовала је у Араду (Румунија), Будимпешти (Мађарска), у Краснојарску (Русија), Кефалонији (Грчка), Љубљани (Словенија), Сарајеву(Босна и Херцеговина), Загребу (Хрватска), Скопљу (Македонија), Вермонту (САД), у Бечу(Аустрија) и у Француској.Наступала је са свим симфонијским и филхармонијским оркестрима у бившим југословенским републикама. Године 1995. додељена јој је годишња награда Народног позоришта за улогу Краљице ноћи у Моцартовој Чаробној фрули, добитник је и Златне значке Културно-просветне заједнице за изузетан допринос у ширењу српске културе. За ПГП-РТС снимила је компакт диск са одабраним аријама најтежег колоратурног и лирског фаха и видео касету са аријама које су тренутно биле на њеном репертоару. Њен супруг је био истакнути Српски диригент и Универзитетски професор, Маестро Јован Шајновић
Преминула је 14. августа 2024. године у Београду.

## Репертоар

### Улоге
- Бизе - Кармен (Фраскита)
- Р. Вагнер - Валкира (Хелмвиге)
- Верди - Травијата (Виолета Валери)
- Верди - Риголето (Ђилда)
- Доницети - Ана Болен (Ана Болен)
- Доницети - Лучија од Ламермура (Лучија)
- Ј. Хаце - Адел и Мара (Ивањица)
- Ј. Штраус - Слепи миш (Розалинда)
- Ј. Штраус - Слепи миш (Адела)
- Ф. Лехар - Земља смешка (Принцеза Ми)
- Ф. Лехар - Земља смешка (Лиза)
- Моцарт - Отмица из Сараја (Констанца)
- Моцарт-Чаробна фрула (Краљица ноћи)
- Моцарт - Фигарова женидба (Грофица)
- Моцарт - Директор позоришта (Мадам Херц)
- Ж. Офенбах - Хофманове приче (Олимпија)
- Росини - Севиљски берберин (Розина)
- Салијери - Фалстаф (Мадам Форд)
- Р.Штраус - Аријадна на Наксосу (Цербинета)
- Р.Штраус-Каваљер с ружом (Софија)

- Бетовен-Хор фантазија
- Брамс - Немачки реквијем
- Ј. С. Бах - Кантата о кафи
- Ј. С. Бах - Бауер кантата
- Ј. С. Бах - Мањификат, ораторијум
- Верди - Реквијем
- Ф. Лехар - Весела удовица
- Моцарт - Реквијем
- Моцарт -
- Малер - Четврта симфонија
- Р. Штраус - Четири последње песме
- Соло песме(Р. Штраус, Рахмањинов, С. Рајичић, Дебиси, Форе, Брамс, Шуман, Шуберт и др.)

## Списак најзначајнијих наступа у каријери
- 1970 год. Радио телевизија Сарајево "Чаробни стрелац"(девојка)
- 1974 год. Српско народно позориште, Нови сад, Г.Доницети „Лучија од Ламермура(Лучија)
- 4.3.1975. Српско народно позориште , В.А.Моцарт „Чаробна фрула,,(Краљица ноћи)
- 13.4.1975. Друштво младих радника Хрватске Мала глазбена , Ђ.Верди Арија Ђилде из опере Риголето
- 1977. Сала Дома ЈНА у Сарајеву, Г.Малер Симфонија у Г-дуру бр.4
- 23.4.1981. ХНК , В.А.Моцарт „Чаробна фрула,,(Краљица ноћи)
- 30.10.1981. ХНК, В.А.Моцарт „Чаробна фрула,, (Краљица ноћи)
- 26.11.1982. Словенско народно гледалиште-Љубљана, В.А.Моцарт „Чаробна фрула,,(Краљица ноћи)
- 12.12.1982. Хрватски глазбени завод у Загребу, В.А.Моцарт „Директор опере,, (Мадам Херц)
- 22.2.1983. Српско народно позориште, В.А.Моцарт „Чаробна фрула,,(Краљица ноћи)
- 21.5.1983. Народно позориште Сарајево, Г.Доницети „Лучија од Ламермура,,(Лучија)
- 9.11.1983. Народно позориште Београд, Г.Доницети „Лучија од Ламермура,,(Лучија)
- 1983. Српско народно позориште, Ђ.Росини „Севиљски берберин,,(Розина)
- 27.11.1983. Коларчев Народни Универзитет, Ј.Штраус Арија Аделе из оперете „Слепи миш,, Ф.Лехар „Весела удовица,,(Хана)
- 19.5.1984. ХНК, Р.Штраус „Адријана на Наксосу,,(Цербинета)
- 24.10.1984. Народно позориште Београд, Г.Доницети „Лучија од Ламермура,, (Лучија)
- 12.3.1988. Галерија САНУ Целовечерњи концерт.
- 16.10.1989. Галерија САНУ Солистички концерт
- 21.5.1990.Галерија САНУ, Целовечерњи концерт
- 25.6.1990. Музеј позоришне уметности Србије Вече оперских арија
- 27.6.1992. Задужбина Илије М.Коларца Велика дворана, Г.Малер Симфонија у Г-дуру
- 8.10.1992. Велика дворана САВА ЦЕНТРА Целовечерњи концерт.
- 10.12.1992. Народно позориште Београд, Велика сцена, Ђ.Верди Травијата (Виолета)
- 4.6.1994. Народно позориште Београд,Велика сцена, Ј.Штраус „Слепи миш,, (Адела)
- 26.10.1994. Народно позориште Београд, Велика сцена, Ђ.Верди „Травијата,,(Виолета)
- 28.5.1995. Народно позориште Београд, Велика сцена, Ђ.Верди „Травијата,, (Виолета)
- 13.11.1994, Народно позориште Београд, Велика сцена, Ђ.Верди „Травијата,,(Виолета)
- 24.12.1994. Народно позориште Београд, Велика сцена, В.А.Моцарт „Чаробна фрула,,(Краљица ноћи)
- 4.2.1995. Народно позориште Београд, Велика сцена, Ђ.Верди „Травијата,, (Виолета)
- 25.2.1995. Народно позориште Београд, Велика сцена, В.А.Моцарт „Чаробна фрула,,(Краљица ноћи)
- 18.2.1995. Народно позориште Београд, Велика сцена, В.А.Моцарт „Чаробна фрула,,(Краљица ноћи)
- 5.3.1995. Народно позориште Београд, Велика сцена, Г.Доницети „Лучија од Ламермура,, (Лучија)
- 6.4.1995. Народно позориште Београд, Велика сцена, Г.Доницети „Лучија од Ламермура,, (Лучија)
- 1.4.1995. Народно позориште Београд, Велика сцена, В.А.Моцарт „Чаробна фрула,,(Краљица ноћи)
- 8.4.1995. Народно позориште Београд, Велика сцена, Ђ.Верди „Риголето,,(Ђилда)
- 14.1.1995. Народно позориште Београд, Велика сцена, Ђ.Верди „Риголето,, (Ђилда)
- 3.5.1995. Народно позориште Београд, Велика сцена, Ђ.Верди „Риголето,,(Ђилда)
- 17.6.1995. Народно позориште Београд, Велика сцена, Ђ.Верди „Риголето,, (Ђилда)
- 22.6.1995. Народно позориште Београд, Велика сцена, Ђ.Верди „Травијата,, (Виолета)
- 24.6.1995. Народно позориште Београд, Велика сцена, Ђ.Верди „Травијата,, (Виолета)
- 11.10.1995. Народно позориште Београд, Велика сцена, Ђ.Верди „Травијата,, (Виолета)
- 28.10.1995. Народно позориште Београд, Велика сцена Ђ.Верди „Травијата,, (Виолета)
- 25.11.1995. Народно позориште Београд, Велика сцена, В.А.Моцарт „Чаробна фрула,,(Краљица ноћи)
- 6.12.1995. Народно позориште Београд, Велика сцена, Г.Доницети „Лучија од Ламермура,, (Лучија)
- 27.12.1995. Народно позориште Београд, Велика сцена, Ђ.Верди „Травијата,, (Виолета)
- 13.1.1996. Црвена сала Боро и Рамиз, Вече оперских арија
- 20.1.1996. Народно позориште Београд, Велика сцена, Ђ.Верди „Травијата,, (Виолета)
- 31.1.1996. Народно позориште Београд, Велика сцена, Г.Доницети „Лучија од Ламермура,,(Лучија)
- 7.2.1996. Народно позориште Београд, Велика сцена, В.А.Моцарт „Чаробна фрула,,(Краљица ноћи)
- 21.2.1996. Народно позориште Београд, Велика сцена, Г.Доницети „Лучија од Ламермура,, (Лучија)
- 6.3.1996. Народно позориште Београд, Велика сцена, Ђ.Верди „Риголето,,(Ђилда)
- 30.3.1996. Народно позориште Београд, Велика сцена, Ђ.Верди „Травијата,, (Виолета)
- 6.4.1996. Народно позориште Београд, Велика сцена, В.АМоцарт „Чаробна фрула,,(Краљица ноћи)
- 17.4.1996. Народно позориште Београд, Велика сцена, Г.Доницети „Лучија од Ламермура,,(Лучија)
- 15.5.1996. Народно позориште Београд, Велика сцена, Ђ.Верди „Травијата,, (Виолета)
- 22.5.1996. Народно позориште Београд, Велика сцена, В.А.Моцарт „Чарпбна фрула,,(Краљица ноћи)
- 5.6.1996. Народно позориште Београд, Велика сцена, В.А.Моцарт „Чаробна фрула,, (Краљица ноћи)
- 20.10.1996. Народно позориште Београд, Велика сцена, Г.Доницети „Лучија од Ламермура,,(Лучија)
- 10.5.1997. Народно позориште Београд, Велика сцена, Ђ.Верди „Травијата,,(Виолета)
- 16.5.1997. Народно позориште Београд, Велика сцена, Г.Доницети „Лучија од Ламермура,,(Лучија)
- 18.6.1997. Народно позориште Београд, Велика сцена, Г.Доницети „Лучија од Ламермура,,(Лучија)
- 5.10.1997. Народно позориште Београд, Велика сцена, Ђ.Верди „Риголето,, (Ђилда)
- 22.10.1997. Народно позориште Београд, Велика сцена, Г.Доницети „Ана Болен,,(Ана Болен)
- 29.10.1997. Народно позориште Београд, Велика сцена, Г.Доницети „Ана Болен,, (Ана Болен)
- 3.12.1997. Народно позориште Београд, Велика сцена, Ђ.Верди „Травијата,, (Виолета)
- 11.3.1998. Народно позориште Београд, Велика сцена, Ђ.Верди „Травијата,,(Виолета)
- 1.4.1998. Народно позориште Београд, Велика сцена, Ђ.Верди „Травијата,,(Виолета)
- 9.5.1998. Народно позориште Београд, Велика сцена, Г.Доницети „Лучија од Ламермура,,(Лучија)
- 28.10.1998. Народно позориште Београд, Велика сцена, Ђ.Верди „Травијата„Виолета
- 29.11.1998. Народно позориште Београд, Велика сцена, Ђ.Верди „Травијата,, Виолета
- 23.12.1998. Народно позориште Београд, Велика сцена, Ђ.Верди „Травијата,, Виолета
- 28.1.1999. Народно позориште Београд, Велика сцена, Ђ.Верди „Травијата,,(Виолета)
- 23.3.1999. Народно позориште Београд, Велика сцена, Ђ.Верди „Травијата,,(Виолета)
- 9.10.1999. Народно позориште Београд, Велика сцена, Ђ.Верди „Травијата,,(Виолета)
- 29.1.2000. Народно позориште Београд, Велика сцена, Г.Доницети „Ана Болен,, (Ана Болен)
- 16.9.2000. Галерија ПРОГРЕС Београд, Вече оперских арија.
- 24.1.2001. Народно позориште Београд, Велика сцена, Ђ.Верди „Травијата,,(Виолета)
- 14.4.2001. Народно позориште Београд, Велика сцена, Ђ.Верди „Травијата,,(Виолета)
- 10.10.2001. Народно позориште Београд, Велика сцена, Ђ.Верди „Риголето,, (Ђилда)
- 10.11.2001. Народно позориште Београд, Велика сцена, Ђ.Верди „Риголето,, (Ђилда)
- 16.3.2002. Народно позориште Београд, Велика сцена, Г.Доницети „Ана Болен,,(Ана Болен)
- 11.12.2002. Народно позориште Београд, Велика сцена, Ђ.Верди „Риголето,, (Ђилда)
- 1.3.2003. Народно позориште Београд, Велика сцена, Ђ.Верди „Травијата,,(Виолета)
- 30.12.2003. Народно позориште Београд, Велика сцена, Ђ.Верди „Риголето,, (Ђилда)
- 23.1.2004. Народно позориште Београд, Велика сцена, Ђ.Верди „Риголето,, (Ђилда)
- 8.1.2005. Народно позориште Београд, Велика сцена, Ђ.Верди „Травијата,,(Виолета)
- 11.4.2005. Народно позориште Београд, Велика сцена, Ђ.Верди „Травијата,,(Виолета)
- 22.5.2005. Народно позориште Београд, Велика сцена, Ђ.Верди „Травијата,,(Виолета)
- 6.6.2005. Народно позориште Београд, Велика сцена, Ђ.Верди „Травијата,,(Виолета)
- 24.6.2005. Народно позориште Београд, Велика сцена, Ђ.Верди „Травијата,,(Виолета)
- 19.11.2005. Народно позориште Београд, Велика сцена, Ј.Штраус „Слепи миш,, (Розалинда)
- 4.2.2006. Народно позориште Београд, Велика сцена, Ј.Штраус „Слепи миш,,(Розалинда)
- 17.1.2007. Народно позориште Београд, Велика сцена, Ђ.Верди „Травијата,,(Виолета)
- 18.4.2007. Народно позориште Београд, Велика сцена, Ђ.Верди „Травијата,,(Виолета)
- 7.5.2008. Народно позориште Београд, Велика сцена, Ђ.Верди „Травијата,,(Виолета)
- 16.12.2008. Позоpиште у Руми, Ј.Штраус „Слепи миш,, (Розалинда)
- 29.4.2010. Свечана сала Прве крагујевачке гимназије, Солистички концерт.
- 23.4.2013. Сала Bel etage Madlenianum, Солистички концерт
- 20.5.2013. Свечана Оргуљска сала ДШИ М.А.Балакирјева, Москва, Русија, Солистички концерт
- 21.5.2013. Свечана сала библиотеке ДШИ М.А.Балкирјева, Москва, Русија, Солистички концерт
- 27.6.2013. Свечана сала Прве крагујевачке гимназије, Концерт Катедре за соло певање ФИЛУМ-а

## Награде и признања
- 27. 07. 1968. Ланголен, Енглеска, Tees side International Eisteddfod, Специјална награда на такмичењу у полупрофесионалној категорији Оперских певача
- 08.02.1975. Љубљана, Академија за глазбо, Прешернова награда.
- 15.07.1982. Беч, Wiener meisterkure fur musik, Диплома за активно учешће на Матеркласу Првакиње Бечке Штац опере Сене Јуринац
- 18.11.1995. Народно позориште у Београду, Управни одбор Народног позоришта, Награда Народног позоришта за улогу Краљице ноћи у опери Чаробна фрула В. А. Моцарта.
- 12.05.1996. Београд, Културно просветна заједница Србије, Златна значка.
- 07.05.2008. Београд, Народно позориште Опера, Печат Народног позоришта, 100-те представа Травијате.
- 27.11.2010. Рума, Фонд Никола и Марица Цвејић, Диплома за постигнуте резултате студената на 13. такмичењу ,, Никола Цвејић”
- 11.11.2011. Сремски Карловци, УМБПС, Диплома за постигнуте педагошке резултате на Смотри музиких талената Србије под покровитељством Министарства просвете.
- 02.10.2011. Крагујевац, Спомен парк „Крагујевачки октобар” Захвалница за учешће на ОКТОХ-у
- 07.01.2011. Крагујевац, Крагујевац, Признање ,, Словољубве”
- 26.11.2011. Рума, Фонд Никола и Марица Цвејић, Диплома за постигнуте резултате студената на 14. такмичењу ,, Никола Цвејић”
- 28.06.2012. Крагујевац, Културно-историјски центар „Српска круна” Признање „Давидова харфа” за трајни допринос и успешно стваралаштво у Музичкој уметности Србије.
- 23.10.2012. Крагујевац, Спомен парк „Крагујевачки октобар” Захвалница за учешће на ОКТОХ-у
- 25.03.2013. Москва, Русија, Конзерваториј „Балакирев” Диплома „Писмо захвалности”
- 16.11.2013. Младеновац, Музичка школа у Младеновцу, Диплома за постигнуте педагошке резултате на такмичењу „Српска соло песма”
- 27.10.2012. Крагујевац, Културно-историјски центар, Награда ,, Златна круна за стваралачки допринос на основу националне и духовне баштине.
- 2013. Крагујевац, Културно-историјски центар, Награда ,, Златно Мајсторско писмо”

Гостовала је у Араду (Румунија), Будимпешти (Мађарска), у Краснојарску (Русија), Кефалонији (Грчка), Љубљани (Словенија), Марибору (Словенија), Сарајеву (Босна и Херцеговина), Загребу (Хрватска), Скопљу (Македонија), Вермонту (САД), у Бечу (Аустрија) и у Француској. Наступала је са свим симфонијским и филхармонијским оркестрима у бившим југословенским републикама.